# NGC 6274/1
NGC 6274/1 је спирална галаксија у сазвежђу Херкул која се налази на NGC листи објеката дубоког неба.
Деклинација објекта је + 29° 56' 47" а ректасцензија 16h 59m 20,4s. Привидна величина (магнитуда) објекта NGC 6274 износи 13,8 а фотографска магнитуда 14,5. NGC 62741 је још познат и под ознакама UGC 10643, MCG 5-40-19, CGCG 169-24, KUG 1657+300A, KCPG 503A, PGC 59381.